# Valentini Grammatikopoulou

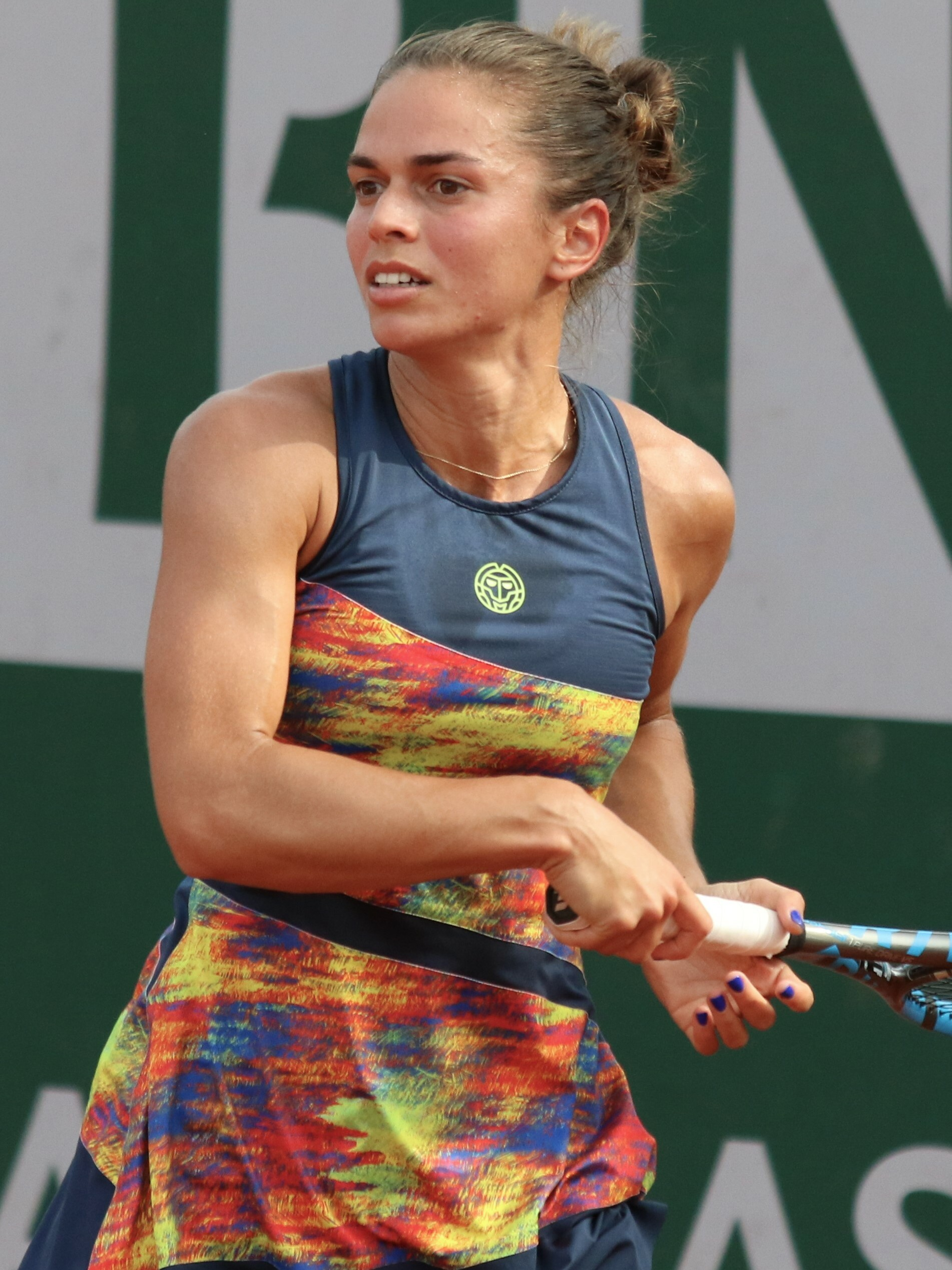
Roland Garros 2022 (kwalificatie)

Valentini Grammatikopoulou (Grieks: Βαλεντίνη Γραμματικοπούλου) (Kilkis, 9 februari 1997) is een tennisspeelster uit Griekenland. Op zevenjarige leeftijd begon zij met het spelen van tennis. Haar favoriete ondergrond is gras. Zij speelt rechtshandig en heeft een tweehandige backhand. Zij is actief in het internationale tennis sinds 2011.

## Loopbaan
In 2011 speelde zij haar eerste ITF-wedstrijd op Paros en haar eerste WTA-wedstrijd op de kwalificatie van het Citi Open-toernooi.
In de periode 2014–2024 maakte Grammatikopoulou deel uit van het Griekse Fed Cup-team – zij behaalde daar een winst/verlies-balans van 26–14.
In 2015 verhuisde Grammatikopoulou naar Nederland om daar te trainen. In 2017 kwam zij uit voor Rapiditas uit Nijmegen.
In juni 2021 won Grammatikopoulou haar 22e ITF-dubbelspeltitel, op het $60k-graveltoernooi van Staré Splavy (Tsjechië), aan de zijde van de Nederlandse Richèl Hogenkamp. Zij stond in juli voor het eerst in een WTA-finale, op het dubbelspel van het toernooi van Lausanne, samen met de Noorse Ulrikke Eikeri – zij verloren van het Zwitserse koppel Susan Bandecchi en Simona Waltert. Hiermee kwam zij binnen in de top 150 van de wereldranglijst in het dubbelspel. In augustus kwalificeerde zij zich voor het eerst voor een grandslamtoernooi, op het US Open, waar zij meteen haar eerste partij in de hoofdtabel won.
Zij stond in 2022 voor het eerst in een WTA-enkelspelfinale, op het toernooi van Vancouver – hier veroverde zij haar eerste titel, door de Italiaanse Lucia Bronzetti te verslaan. Hiermee steeg zij ook in het enkelspel naar de mondiale top 150.
In 2023 veroverde Grammatikopoulou haar eerste WTA-dubbelspeltitel, op het toernooi van Barranquilla, samen met landgenote Despina Papamichail, door het Colombiaanse koppel Yuliana Lizarazo en María Paulina Pérez García te verslaan.
Na het winnen van haar 31e ITF-titel, in Olomouc samen met Amina Ansjba, trad Grammatikopoulou toe tot de mondiale top 100 van het dubbelspel.

## Persoonlijk
Grammatikopoulou heeft een Russische moeder en een Griekse vader. Haar ouders zijn gescheiden, en haar moeder woont in Sotsji.

## Posities op deWTA-ranglijst
Positie per einde seizoen:
| jaar | rang enkelspel | rang dubbelspel |
| ---- | -------------- | --------------- |
| 2013 | 520            | 1192            |
| 2014 | 621            | 727             |
| 2015 | 358            | 445             |
| 2016 | 214            | 176             |
| 2017 | 212            | 305             |
| 2018 | 165            | 235             |
| 2019 | 265            | 287             |
| 2020 | 266            | 231             |
| 2021 | 185            | 144             |
| 2022 | 200            | 179             |
| 2023 | 217            | 121             |

## Palmares
| Legenda                 |
| ----------------------- |
| Grandslamtoernooi       |
| Olympische Spelen       |
| Year-End Championships  |
| Premier Mandatory       |
| Premier Five / WTA 1000 |
| Premier / WTA 500       |
| International / WTA 250 |
| Challenger / WTA 125    |

### WTA-finaleplaatsen enkelspel
| nr.              | finale     | toernooi      | ondergrond | tegenstandster  | score    |         |
| ---------------- | ---------- | ------------- | ---------- | --------------- | -------- | ------- |
| gewonnen finales |            |               |            |                 |          |         |
| 1.               | 2022-08-21 | WTA Vancouver | hardcourt  | Lucia Bronzetti | 6-2, 6-4 | details |
| verloren finales |            |               |            |                 |          |         |
| geen             |            |               |            |                 |          |         |

### WTA-finaleplaatsen vrouwendubbelspel
| nr.              | finale     | toernooi         | ondergrond    | partner             | tegenstandsters                      | score            |         |
| ---------------- | ---------- | ---------------- | ------------- | ------------------- | ------------------------------------ | ---------------- | ------- |
| gewonnen finales |            |                  |               |                     |                                      |                  |         |
| 1.               | 2023-08-19 | WTA Barranquilla | hardcourt     | Despina Papamichail | Yuliana Lizarazo María Paulina Pérez | 7-6, 7-5         | details |
| verloren finales |            |                  |               |                     |                                      |                  |         |
| 1.               | 2021-07-18 | WTA Lausanne     | gravel        | Ulrikke Eikeri      | Susan Bandecchi Simona Waltert       | 3-6, 7-6, [5-10] | details |
| 2.               | 2021-12-26 | WTA Seoel        | hardcourt (i) | Réka Luca Jani      | Choi Ji-hee Han Na-lae               | 4-6, 4-6         | details |
| 3.               | 2023-09-10 | WTA Bari         | gravel        | Elixane Lechemia    | Katarzyna Kawa Anna Sisková          | 1-6, 2-6         | details |
| 4.               | 2023-09-16 | WTA Boekarest    | gravel        | Anna Sisková        | Angelica Moratelli Camilla Rosatello | 5-7, 4-6         | details |

## Resultaten grandslamtoernooien
| Legenda | Legenda                          |
| ------- | -------------------------------- |
| g.t.    | geen toernooi gehouden           |
| l.c.    | lagere categorie                 |
| –       | niet deelgenomen                 |
| G       | uitgeschakeld in de groepsfase   |
| 1R      | uitgeschakeld in de eerste ronde |
| 2R      | uitgeschakeld in de tweede ronde |
| 3R      | uitgeschakeld in de derde ronde  |
| 4R      | uitgeschakeld in de vierde ronde |
| KF      | uitgeschakeld in de kwartfinale  |
| HF      | uitgeschakeld in de halve finale |
| F       | de finale verloren               |
| W       | het toernooi gewonnen            |
| w-v     | winst/verlies-balans             |

### Enkelspel
| toernooi        | 2021 | 2022 |
| --------------- | ---- | ---- |
| Australian Open | –    | –    |
| Roland Garros   | –    | 1R   |
| Wimbledon       | –    | –    |
| US Open         | 2R   | –    |

### Vrouwendubbelspel
| toernooi        | 2022 |
| --------------- | ---- |
| Australian Open | –    |
| Roland Garros   | –    |
| Wimbledon       | 1R   |
| US Open         | –    |